# Golden Spin of Zagreb
Golden Spin of Zagreb (em croata:  Zlatna pirueta Zagreba; em português:  Pirueta Dourada de Zagreb) é uma competição internacional de patinação artística no gelo de nível sênior, na cidade de Zagreb, Croácia. A competição é disputada desde 1967, e faz parte do calendário do Challenger Series desde a temporada 2014–15.

## Edições
| Ano  | Edição                                                           | Cidade sede                                                      | Sênior                                                           | Sênior                                                           | Sênior                                                           | Sênior                                                           | Júnior                                                           | Júnior                                                           | Júnior                                                           | Júnior                                                           | Ref                                                              |                                                                  |
| Ano  | Edição                                                           | Cidade sede                                                      | M                                                                | F                                                                | P                                                                | D                                                                | M                                                                | F                                                                | P                                                                | D                                                                | Ref                                                              |                                                                  |
| ---- | ---------------------------------------------------------------- | ---------------------------------------------------------------- | ---------------------------------------------------------------- | ---------------------------------------------------------------- | ---------------------------------------------------------------- | ---------------------------------------------------------------- | ---------------------------------------------------------------- | ---------------------------------------------------------------- | ---------------------------------------------------------------- | ---------------------------------------------------------------- | ---------------------------------------------------------------- | ---------------------------------------------------------------- |
| 1967 | 1.ª                                                              | Zagreb                                                           | —                                                                | —                                                                | —                                                                | —                                                                | –                                                                | –                                                                | –                                                                | –                                                                | [ 1 ] [ 2 ]                                                      |                                                                  |
| 1968 | 2.ª                                                              | Zagreb                                                           | —                                                                | —                                                                | —                                                                | —                                                                | –                                                                | –                                                                | –                                                                | –                                                                | [ 1 ] [ 2 ]                                                      |                                                                  |
| 1969 | 3.ª                                                              | Zagreb                                                           | —                                                                | —                                                                | —                                                                | —                                                                | –                                                                | –                                                                | –                                                                | –                                                                | [ 1 ] [ 2 ]                                                      |                                                                  |
| 1970 | 4.ª                                                              | Zagreb                                                           | —                                                                | —                                                                | —                                                                | —                                                                | –                                                                | –                                                                | –                                                                | –                                                                | [ 1 ] [ 2 ]                                                      |                                                                  |
| 1971 | 5.ª                                                              | Zagreb                                                           | —                                                                | —                                                                | —                                                                | —                                                                | –                                                                | –                                                                | –                                                                | –                                                                | [ 1 ] [ 2 ]                                                      |                                                                  |
| 1972 | 6.ª                                                              | Zagreb                                                           | —                                                                | —                                                                | —                                                                | —                                                                | –                                                                | –                                                                | –                                                                | –                                                                | [ 1 ] [ 2 ]                                                      |                                                                  |
| 1973 | 7.ª                                                              | Zagreb                                                           | —                                                                | —                                                                | —                                                                | —                                                                | –                                                                | –                                                                | –                                                                | –                                                                | [ 1 ] [ 2 ]                                                      |                                                                  |
| 1974 | 8.ª                                                              | Zagreb                                                           | —                                                                | —                                                                | —                                                                | —                                                                | –                                                                | –                                                                | –                                                                | –                                                                | [ 1 ] [ 2 ]                                                      |                                                                  |
| 1975 | 9.ª                                                              | Zagreb                                                           | —                                                                | —                                                                | —                                                                | —                                                                | –                                                                | –                                                                | –                                                                | –                                                                | [ 1 ] [ 2 ]                                                      |                                                                  |
| 1976 | 10.ª                                                             | Zagreb                                                           | —                                                                | •                                                                | —                                                                | —                                                                | –                                                                | –                                                                | –                                                                | –                                                                | [ 1 ] [ 2 ]                                                      |                                                                  |
| 1977 | 11.ª                                                             | Zagreb                                                           | —                                                                | •                                                                | —                                                                | —                                                                | –                                                                | –                                                                | –                                                                | –                                                                | [ 1 ] [ 2 ]                                                      |                                                                  |
| 1978 | 12.ª                                                             | Zagreb                                                           | —                                                                | —                                                                | —                                                                | —                                                                | –                                                                | –                                                                | –                                                                | –                                                                | [ 1 ] [ 2 ]                                                      |                                                                  |
| 1979 | 13.ª                                                             | Zagreb                                                           | —                                                                | —                                                                | —                                                                | —                                                                | –                                                                | –                                                                | –                                                                | –                                                                | [ 1 ] [ 2 ]                                                      |                                                                  |
| 1980 | 14.ª                                                             | Zagreb                                                           | —                                                                | •                                                                | —                                                                | —                                                                | –                                                                | –                                                                | –                                                                | –                                                                | [ 1 ] [ 2 ]                                                      |                                                                  |
| 1981 | 15.ª                                                             | Zagreb                                                           | •                                                                | •                                                                | •                                                                | •                                                                | –                                                                | –                                                                | –                                                                | –                                                                | [ 1 ] [ 2 ]                                                      |                                                                  |
| 1982 | 16.ª                                                             | Zagreb                                                           | •                                                                | •                                                                | —                                                                | •                                                                | –                                                                | –                                                                | –                                                                | –                                                                | [ 1 ] [ 2 ]                                                      |                                                                  |
| 1983 | 17.ª                                                             | Zagreb                                                           | •                                                                | •                                                                | —                                                                | •                                                                | –                                                                | –                                                                | –                                                                | –                                                                | [ 1 ] [ 2 ]                                                      |                                                                  |
| 1984 | 18.ª                                                             | Zagreb                                                           | •                                                                | •                                                                | —                                                                | •                                                                | –                                                                | –                                                                | –                                                                | –                                                                | [ 1 ] [ 2 ]                                                      |                                                                  |
| 1985 | 19.ª                                                             | Zagreb                                                           | •                                                                | •                                                                | —                                                                | •                                                                | –                                                                | –                                                                | –                                                                | –                                                                | [ 1 ] [ 2 ]                                                      |                                                                  |
| 1986 | 20.ª                                                             | Zagreb                                                           | •                                                                | •                                                                | —                                                                | •                                                                | –                                                                | –                                                                | –                                                                | –                                                                | [ 1 ] [ 2 ]                                                      |                                                                  |
| 1987 | 21.ª                                                             | Zagreb                                                           | •                                                                | •                                                                | —                                                                | •                                                                | –                                                                | –                                                                | –                                                                | –                                                                | [ 1 ] [ 2 ]                                                      |                                                                  |
| 1988 | 22.ª                                                             | Zagreb                                                           | •                                                                | •                                                                | —                                                                | •                                                                | –                                                                | –                                                                | –                                                                | –                                                                | [ 1 ] [ 2 ]                                                      |                                                                  |
| 1989 | 23.ª                                                             | Zagreb                                                           | •                                                                | •                                                                | —                                                                | •                                                                | –                                                                | –                                                                | –                                                                | –                                                                | [ 1 ] [ 2 ]                                                      |                                                                  |
| 1990 | 24.ª                                                             | Zagreb                                                           | •                                                                | —                                                                | —                                                                | —                                                                | –                                                                | –                                                                | –                                                                | –                                                                | [ 1 ] [ 2 ]                                                      |                                                                  |
| 1991 | Não houve competição devido a Guerra de Independência da Croácia | Não houve competição devido a Guerra de Independência da Croácia | Não houve competição devido a Guerra de Independência da Croácia | Não houve competição devido a Guerra de Independência da Croácia | Não houve competição devido a Guerra de Independência da Croácia | Não houve competição devido a Guerra de Independência da Croácia | Não houve competição devido a Guerra de Independência da Croácia | Não houve competição devido a Guerra de Independência da Croácia | Não houve competição devido a Guerra de Independência da Croácia | Não houve competição devido a Guerra de Independência da Croácia | Não houve competição devido a Guerra de Independência da Croácia | Não houve competição devido a Guerra de Independência da Croácia |
| 1992 | 25.ª                                                             | Zagreb                                                           | —                                                                | •                                                                | —                                                                | —                                                                | –                                                                | –                                                                | –                                                                | –                                                                | [ 1 ] [ 2 ]                                                      |                                                                  |
| 1993 | 26.ª                                                             | Zagreb                                                           | —                                                                | •                                                                | —                                                                | •                                                                | –                                                                | –                                                                | –                                                                | –                                                                | [ 1 ] [ 2 ]                                                      |                                                                  |
| 1994 | 27.ª                                                             | Zagreb                                                           | —                                                                | —                                                                | —                                                                | —                                                                | –                                                                | –                                                                | –                                                                | –                                                                | [ 1 ] [ 2 ]                                                      |                                                                  |
| 1995 | 28.ª                                                             | Zagreb                                                           | •                                                                | •                                                                | —                                                                | —                                                                | –                                                                | –                                                                | –                                                                | –                                                                | [ 1 ] [ 2 ]                                                      |                                                                  |
| 1996 | 29.ª                                                             | Zagreb                                                           | •                                                                | •                                                                | •                                                                | •                                                                | –                                                                | –                                                                | –                                                                | –                                                                | [ 1 ] [ 2 ]                                                      |                                                                  |
| 1997 | 30.ª                                                             | Zagreb                                                           | •                                                                | •                                                                | •                                                                | •                                                                | –                                                                | –                                                                | –                                                                | –                                                                | [ 1 ] [ 2 ]                                                      |                                                                  |
| 1998 | 31.ª                                                             | Zagreb                                                           | •                                                                | •                                                                | •                                                                | •                                                                | –                                                                | –                                                                | –                                                                | –                                                                | [ 3 ]                                                            |                                                                  |
| 1999 | 32.ª                                                             | Zagreb                                                           | •                                                                | •                                                                | •                                                                | •                                                                | –                                                                | –                                                                | –                                                                | –                                                                | [ 4 ]                                                            |                                                                  |
| 2000 | 33.ª                                                             | Zagreb                                                           | •                                                                | •                                                                | •                                                                | —                                                                | –                                                                | –                                                                | –                                                                | –                                                                | [ 5 ]                                                            |                                                                  |
| 2001 | 34.ª                                                             | Zagreb                                                           | •                                                                | •                                                                | •                                                                | •                                                                | –                                                                | –                                                                | –                                                                | –                                                                | [ 6 ]                                                            |                                                                  |
| 2002 | 35.ª                                                             | Zagreb                                                           | •                                                                | •                                                                | •                                                                | •                                                                | –                                                                | –                                                                | –                                                                | –                                                                | [ 7 ]                                                            |                                                                  |
| 2003 | 36.ª                                                             | Zagreb                                                           | •                                                                | •                                                                | •                                                                | •                                                                | –                                                                | –                                                                | –                                                                | –                                                                | [ 8 ]                                                            |                                                                  |
| 2004 | 37.ª                                                             | Zagreb                                                           | •                                                                | •                                                                | –                                                                | •                                                                | –                                                                | –                                                                | –                                                                | –                                                                | [ 9 ]                                                            |                                                                  |
| 2005 | 38.ª                                                             | Zagreb                                                           | •                                                                | •                                                                | •                                                                | •                                                                | –                                                                | –                                                                | –                                                                | –                                                                | [ 10 ]                                                           |                                                                  |
| 2006 | 39.ª                                                             | Zagreb                                                           | •                                                                | •                                                                | –                                                                | •                                                                | –                                                                | –                                                                | –                                                                | –                                                                | [ 11 ]                                                           |                                                                  |
| 2007 | 40.ª                                                             | Zagreb                                                           | •                                                                | •                                                                | –                                                                | •                                                                | –                                                                | –                                                                | –                                                                | –                                                                | [ 12 ]                                                           |                                                                  |
| 2008 | 41.ª                                                             | Zagreb                                                           | •                                                                | •                                                                | •                                                                | •                                                                | –                                                                | –                                                                | –                                                                | –                                                                | [ 13 ]                                                           |                                                                  |
| 2009 | 42.ª                                                             | Zagreb                                                           | •                                                                | •                                                                | •                                                                | •                                                                | –                                                                | –                                                                | –                                                                | –                                                                | [ 14 ]                                                           |                                                                  |
| 2010 | 43.ª                                                             | Zagreb                                                           | •                                                                | •                                                                | •                                                                | •                                                                | –                                                                | –                                                                | –                                                                | –                                                                | [ 15 ]                                                           |                                                                  |
| 2011 | 44.ª                                                             | Zagreb                                                           | •                                                                | •                                                                | •                                                                | •                                                                | –                                                                | –                                                                | –                                                                | –                                                                | [ 16 ]                                                           |                                                                  |
| 2012 | 45.ª                                                             | Zagreb                                                           | •                                                                | •                                                                | •                                                                | •                                                                | –                                                                | –                                                                | –                                                                | –                                                                | [ 17 ]                                                           |                                                                  |
| 2013 | 46.ª                                                             | Zagreb                                                           | •                                                                | •                                                                | •                                                                | •                                                                | –                                                                | –                                                                | –                                                                | –                                                                | [ 18 ]                                                           |                                                                  |
| 2014 | 47.ª                                                             | Zagreb                                                           | •                                                                | •                                                                | •                                                                | •                                                                | –                                                                | –                                                                | –                                                                | –                                                                | [ 19 ]                                                           |                                                                  |
| 2015 | 48.ª                                                             | Zagreb                                                           | •                                                                | •                                                                | •                                                                | •                                                                | –                                                                | –                                                                | –                                                                | –                                                                | [ 20 ]                                                           |                                                                  |
| 2016 | 49.ª                                                             | Zagreb                                                           | •                                                                | •                                                                | •                                                                | •                                                                | –                                                                | –                                                                | –                                                                | –                                                                | [ 21 ] [ 22 ]                                                    |                                                                  |
| 2017 | 50.ª                                                             | Zagreb                                                           | •                                                                | •                                                                | •                                                                | •                                                                | •                                                                | •                                                                | •                                                                | •                                                                | [ 23 ]                                                           |                                                                  |
| 2018 | 51.ª                                                             | Zagreb                                                           | •                                                                | •                                                                | •                                                                | •                                                                | •                                                                | •                                                                | •                                                                | •                                                                | [ 24 ]                                                           |                                                                  |

Legenda
- Parte do Challenger Series ISU
- –  Evento não disputado neste ano
- –  Informações desconhecidas

## Lista de medalhistas

### Sênior

#### Individual masculino
| Evento                 | Ouro                          | Prata                             | Bronze                           |
| Zagreb 1998 (detalhes) | Yevgeny Martynov · Ucrânia    | Sergei Rylov · Azerbaijão         | Stefan Lindemann · Alemanha      |
| Zagreb 1999 (detalhes) | Roman Serov · Rússia          | Sergei Rylov · Azerbaijão         | Gabriel Monnier · França         |
| Zagreb 2000 (detalhes) | Ryan Bradley · Estados Unidos | Sergei Rylov · Azerbaijão         | Markus Leminen · Finlândia       |
| Zagreb 2001 (detalhes) | Sergei Davydov · Bielorrússia | Kevin van der Perren · Bélgica    | Vakhtang Murvanidze · Geórgia    |
| Zagreb 2002 (detalhes) | Gheorghe Chiper · Romênia     | Alexei Vasilevski · Rússia        | Benjamin Miller · Estados Unidos |
| Zagreb 2003 (detalhes) | Ma Xiaodong · China           | Zoltán Tóth · Hungria             | Roman Serov · Israel             |
| Zagreb 2004 (detalhes) | Hugh Yik · Canadá             | Martin Liebers · Alemanha         | Anton Kovalevski · Ucrânia       |
| Zagreb 2005 (detalhes) | Gregor Urbas · Eslovênia      | Marc Andre Craig · Canadá         | Ilia Klimkin · Rússia            |
| Zagreb 2006 (detalhes) | Gregor Urbas · Eslovênia      | Denis Leushin · Rússia            | Martin Liebers · Alemanha        |
| Zagreb 2007 (detalhes) | Gregor Urbas · Eslovênia      | Adrian Schultheiss · Suécia       | Vladimir Uspenski · Rússia       |
| Zagreb 2008 (detalhes) | Yasuharu Nanri · Japão        | Samuel Contesti · Itália          | Alexander Majorov · Suécia       |
| Zagreb 2009 (detalhes) | Denis Ten · Cazaquistão       | Artem Borodulin · Rússia          | Adrian Schultheiss · Suécia      |
| Zagreb 2010 (detalhes) | Denis Leushin · Rússia        | Michal Březina · República Tcheca | Anton Kovalevski · Ucrânia       |
| Zagreb 2011 (detalhes) | Tatsuki Machida · Japão       | Denis Ten · Cazaquistão           | Ivan Bariev · Rússia             |
| Zagreb 2012 (detalhes) | Vladislav Sezganov · Rússia   | Mark Shakhmatov · Rússia          | Justus Strid · Dinamarca         |
| Zagreb 2013 (detalhes) | Sergei Voronov · Rússia       | Artur Gachinski · Rússia          | Ivan Righini · Itália            |
| Zagreb 2014 (detalhes) | Denis Ten · Cazaquistão       | Michal Březina · República Tcheca | Konstantin Menshov · Rússia      |
| Zagreb 2015 (detalhes) | Denis Ten · Cazaquistão       | Adam Rippon · Estados Unidos      | Adian Pitkeev · Rússia           |
| Zagreb 2016 (detalhes) | Oleksii Bychenko · Israel     | Daniel Samohin · Israel           | Keegan Messing · Canadá          |
| Zagreb 2017 (detalhes) | Moris Kvitelashvili · Geórgia | Oleksii Bychenko · Israel         | Artur Dmitriev · Rússia          |
| Zagreb 2018 (detalhes) | Jason Brown · Estados Unidos  | Mikhail Kolyada · Rússia          | Alexander Samarin · Rússia       |

#### Individual feminino
| Evento                 | Ouro                              | Prata                               | Bronze                          |
| Zagreb 1998 (detalhes) | Julia Soldatova · Rússia          | Júlia Sebestyén · Hungria           | Vanessa Gusmeroli · França      |
| Zagreb 1999 (detalhes) | Viktoria Volchkova · Rússia       | Zuzana Paurova · Eslováquia         | Tamara Dorofejev · Hungria      |
| Zagreb 2000 (detalhes) | Julia Soldatova · Bielorrússia    | Kristina Oblasova · Rússia          | Tamara Dorofejev · Hungria      |
| Zagreb 2001 (detalhes) | Michelle Currie · Canadá          | Amber Corwin · Estados Unidos       | Julia Lautowa · Áustria         |
| Zagreb 2002 (detalhes) | Alisa Drei · Finlândia            | Ye Bin Mok · Estados Unidos         | Júlia Sebestyén · Hungria       |
| Zagreb 2003 (detalhes) | Zuzana Babiaková · Eslováquia     | Diána Póth · Hungria                | Idora Hegel · Croácia           |
| Zagreb 2004 (detalhes) | Idora Hegel · Croácia             | Galina Maniachenko · Ucrânia        | Diána Póth · Hungria            |
| Zagreb 2005 (detalhes) | Alisa Drei · Finlândia            | Meagan Duhamel · Canadá             | Silvia Fontana · Itália         |
| Zagreb 2006 (detalhes) | Nella Simaová · República Tcheca  | Tamar Katz · Israel                 | Alisa Drei · Finlândia          |
| Zagreb 2007 (detalhes) | Akiko Suzuki · Japão              | Kiira Korpi · Finlândia             | Katarina Gerboldt · Rússia      |
| Zagreb 2008 (detalhes) | Júlia Sebestyén · Hungria         | Joshi Helgesson · Suécia            | Jenna McCorkell · Reino Unido   |
| Zagreb 2009 (detalhes) | Shion Kokubun · Japão             | Ekaterina Kozireva · Rússia         | Katarina Gerboldt · Rússia      |
| Zagreb 2010 (detalhes) | Sonia Lafuente · Espanha          | Kako Tomotaki · Japão               | Patricia Gleščič · Eslovênia    |
| Zagreb 2011 (detalhes) | Adelina Sotnikova · Rússia        | Haruna Suzuki · Japão               | Maria Artemieva · Rússia        |
| Zagreb 2012 (detalhes) | Carolina Kostner · Itália         | Kristina Zaseeva · Rússia           | Isadora Williams · Brasil       |
| Zagreb 2013 (detalhes) | Kim Yuna · Coreia do Sul          | Miki Ando · Japão                   | Elizaveta Tuktamysheva · Rússia |
| Zagreb 2014 (detalhes) | Kiira Korpi · Finlândia           | Maria Artemieva · Rússia            | Nicole Rajičová · Eslováquia    |
| Zagreb 2015 (detalhes) | Elizaveta Tuktamysheva · Rússia   | Elizabet Tursynbayeva · Cazaquistão | Karen Chen · Estados Unidos     |
| Zagreb 2016 (detalhes) | Carolina Kostner · Itália         | Elizaveta Tuktamysheva · Rússia     | Alena Leonova · Rússia          |
| Zagreb 2017 (detalhes) | Stanislava Konstantinova · Rússia | Alisa Fedichkina · Rússia           | Elizaveta Tuktamysheva · Rússia |
| Zagreb 2018 (detalhes) | Bradie Tennell · Estados Unidos   | Anastasia Gubanova · Rússia         | Mariah Bell · Estados Unidos    |

#### Duplas
| Evento                 | Ouro                                                  | Prata                                                  | Bronze                                                      |
| Zagreb 1998 (detalhes) | Nadia Nicallef · Bruno Marcotte · Canadá              | Oľga Beständigová · Jozef Beständig · Eslováquia       | Marie-France Lachappelle · Sacha Blachet · Canadá           |
| Zagreb 1999 (detalhes) | Catherine Huc · Vivien Rolland · França               | Oľga Beständigová · Jozef Beständig · Eslováquia       | Viktoria Maksiuta · Vitali Dubina · Rússia                  |
| Zagreb 2000 (detalhes) | Stephanie Kalesavich · Aaron Parchem · Estados Unidos | Molly Quigley · Bert Cording · Estados Unidos          | Marie-Pierre Leray · Nicolas Osseland · França              |
| Zagreb 2001 (detalhes) | Sarah Abitbol · Stéphane Bernadis · França            | Mariana Kautz · Norman Jeschke · Alemanha              | Chantal Poirier · Ian Moram · Canadá                        |
| Zagreb 2002 (detalhes) | Larisa Spielberg · Craig Joeright · Estados Unidos    | Maria Guerassimenko · Vladimir Futas · Eslováquia      | Marina Aganina · Artem Knyazev · Uzbequistão                |
| Zagreb 2003 (detalhes) | Amanda Evora · Mark Ladwig · Estados Unidos           | Hjordis Lee · Lenny Faustino · Canadá                  | Tiffany Vise · Derek Trent · Estados Unidos                 |
| 2004                   | Não houve a disputa das duplas                        | Não houve a disputa das duplas                         | Não houve a disputa das duplas                              |
| Zagreb 2005 (detalhes) | Meagan Duhamel · Ryan Arnold · Canadá                 | Arina Ushakova · Sergei Karev · Rússia                 | Katie Beriau · Joseph Gazzola · Estados Unidos              |
| 2006–2007              | Não houve a disputa das duplas                        | Não houve a disputa das duplas                         | Não houve a disputa das duplas                              |
| Zagreb 2008 (detalhes) | Stacey Kemp · David King · Reino Unido                | Nicole Della Monica · Yannick Kocon · Itália           | Ekaterina Kostenko · Roman Talan · Ucrânia                  |
| Zagreb 2009 (detalhes) | Lubov Iliushechkina · Nodari Maisuradze · Rússia      | Anastasia Martiusheva · Alexei Rogonov · Rússia        | Nina Ivanova · Filip Zalevski · Bulgária                    |
| Zagreb 2010 (detalhes) | Anastasia Martiusheva · Alexei Rogonov · Rússia       | Tatiana Danilova · Andrei Novoselov · Rússia           | Molly Arron · Daniyel Cohen · Estados Unidos                |
| Zagreb 2011 (detalhes) | Anastasia Martiusheva · Alexei Rogonov · Rússia       | Katharina Gierok · Florian Just · Alemanha             | Danielle Montalbano · Evgeni Krasnopolski · Israel          |
| Zagreb 2012 (detalhes) | Angelina Ekaterina · Philipp Tarasov · Azerbaijão     | Stina Martini · Severin Kiefer · Áustria               | Elizaveta Makarova · Leri Kenchadze · Bulgária              |
| Zagreb 2013 (detalhes) | Andrea Davidovich · Evgeni Krasnopolski · Israel      | Natalja Zabijako · Alexandr Zaboev · Estônia           | Julia Lavrentieva · Yuri Rudyk · Ucrânia                    |
| Zagreb 2014 (detalhes) | Kristina Astakhova · Alexei Rogonov · Rússia          | Valentina Marchei · Ondřej Hotárek · Itália            | Tarah Kayne · Daniel O'Shea · Estados Unidos                |
| Zagreb 2015 (detalhes) | Evgenia Tarasova · Vladimir Morozov · Rússia          | Kristina Astakhova · Alexei Rogonov · Rússia           | Tarah Kayne · Daniel O'Shea · Estados Unidos                |
| Zagreb 2016 (detalhes) | Nicole Della Monica · Matteo Guarise · Itália         | Kristina Astakhova · Alexei Rogonov · Rússia           | Ashley Cain · Timothy Leduc · Estados Unidos                |
| Zagreb 2017 (detalhes) | Natalia Zabiiako · Alexander Enbert · Rússia          | Kristina Astakhova · Alexei Rogonov · Rússia           | Tarah Kayne · Daniel O'Shea · Estados Unidos                |
| Zagreb 2018 (detalhes) | Alisa Efimova · Alexander Korovin · Rússia            | Alexa Scimeca Knierim · Chris Knierim · Estados Unidos | Deanna Stellato-Dudek · Nathan Bartholomay · Estados Unidos |

#### Dança no gelo
| Evento                 | Ouro                                                  | Prata                                                | Bronze                                            |
| Zagreb 1998 (detalhes) | Oksana Potdykova · Denis Petukhov · Rússia            | Nina Ulanova · Mikhail Stifunin · Rússia             | Nadine Lesaout · Emmanuel Huet · França           |
| Zagreb 1999 (detalhes) | Galit Chait · Sergei Sakhnovski · Israel              | Albena Denkova · Maxim Staviski · Bulgária           | Natalia Gudina · Alexei Beletski · Ucrânia        |
| 2000                   | Não houve a disputa da dança no gelo                  | Não houve a disputa da dança no gelo                 | Não houve a disputa da dança no gelo              |
| Zagreb 2001 (detalhes) | Sylwia Nowak · Sebastian Kolasiński · Polônia         | Eliane Hugentobler · Daniel Hugentobler · Suíça      | Marika Humphreys · Vitali Baranov · Reino Unido   |
| Zagreb 2002 (detalhes) | Julia Golovina · Oleg Voyko · Ucrânia                 | Kendra Goodwin · Chris Obzansky · Estados Unidos     | Eve Bentley · Cedric Pernet · França              |
| Zagreb 2003 (detalhes) | Nóra Hoffmann · Attila Elek · Hungria                 | Pamela O'Connor · Jonathon O'Dougherty · Reino Unido | Jana Khokhlova · Sergei Novitski · Rússia         |
| Zagreb 2004 (detalhes) | Diana Janošťáková · Jiří Procházka · República Tcheca | Alexandra Kauc · Michał Zych · Polônia               | Ivana Dlhopolčeková · Hynek Bílek · Eslováquia    |
| Zagreb 2005 (detalhes) | Alla Beknazarova · Vladimir Zuev · Ucrânia            | Caitlin Mallory · Brent Holdburg · Estados Unidos    | Kamila Hájková · David Vincour · República Tcheca |
| Zagreb 2006 (detalhes) | Kristen Fraser · Igor Lukanin · Azerbaijão            | Alla Beknazarova · Vladimir Zuev · Ucrânia           | Katherine Copely · Deividas Stagniūnas · Lituânia |
| Zagreb 2007 (detalhes) | Alla Beknazarova · Vladimir Zuev · Ucrânia            | Natalia Mikhailova · Andrei Maximishin · Rússia      | Katherine Copely · Deividas Stagniūnas · Lituânia |
| Zagreb 2008 (detalhes) | Alla Beknazarova · Vladimir Zuev · Ucrânia            | Kristina Gorshkova · Vitali Butikov · Rússia         | Nadezhda Frolenkova · Mikhail Kasalo · Ucrânia    |
| Zagreb 2009 (detalhes) | Alexandra Zaretsky · Roman Zaretsky · Israel          | Ekaterina Riazanova · Ilia Tkachenko · Rússia        | Penny Coomes · Nicholas Buckland · Reino Unido    |
| Zagreb 2010 (detalhes) | Lucie Myslivečková · Matěj Novák · República Tcheca   | Kristina Gorshkova · Vitali Butikov · Rússia         | Charlene Guignard · Marco Fabbri · Itália         |
| Zagreb 2011 (detalhes) | Nelli Zhiganshina · Alexander Gazsi · Alemanha        | Penny Coomes · Nicholas Buckland · Reino Unido       | Charlene Guignard · Marco Fabbri · Itália         |
| Zagreb 2012 (detalhes) | Ekaterina Riazanova · Ilia Tkachenko · Rússia         | Julia Zlobina · Alexei Sitnikov · Azerbaijão         | Siobhan Heekin-Canedy · Dmitri Dun · Ucrânia      |
| Zagreb 2013 (detalhes) | Julia Zlobina · Alexei Sitnikov · Azerbaijão          | Pernelle Carron · Lloyd Jones · França               | Alisa Agafonova · Alper Ucar · Turquia            |
| Zagreb 2014 (detalhes) | Madison Hubbell · Zachary Donohue · Estados Unidos    | Charlene Guignard · Marco Fabbri · Itália            | Sara Hurtado · Adrià Díaz · Espanha               |
| Zagreb 2015 (detalhes) | Charlène Guignard · Marco Fabbri · Itália             | Kaitlin Hawayek · Jean-Luc Baker · Estados Unidos    | Tina Garabedian · Simon Proulx-Sénécal · Armênia  |
| Zagreb 2016 (detalhes) | Charlène Guignard · Marco Fabbri · Itália             | Kaitlin Hawayek · Jean-Luc Baker · Estados Unidos    | Alisa Agafonova · Alper Uçar · Turquia            |
| Zagreb 2017 (detalhes) | Ekaterina Bobrova · Dmitri Soloviev · Rússia          | Charlène Guignard · Marco Fabbri · Itália            | Kaitlin Hawayek · Jean-Luc Baker · Estados Unidos |
| Zagreb 2018 (detalhes) | Piper Gilles · Paul Poirier · Canadá                  | Natalia Kaliszek · Maksym Spodyriev · Polônia        | Betina Popova · Sergey Mozgov · Rússia            |

### Júnior

#### Individual masculino júnior
| Evento                 | Ouro                         | Prata                    | Bronze                      |
| Zagreb 2017 (detalhes) | Mark Gorodnitsky · Israel    | Nikolaj Majorov · Suécia | Chadwick Wang · Singapura   |
| Zagreb 2018 (detalhes) | Gabriele Frangipani · Itália | Chen Yudong · China      | Rakhat Bralin · Cazaquistão |

#### Individual feminino júnior
| Evento                 | Ouro                         | Prata                    | Bronze                         |
| Zagreb 2017 (detalhes) | Anastasia Guliakova · Rússia | Alina Solovyeva · Rússia | Ann-Christin Marold · Alemanha |
| Zagreb 2018 (detalhes) | Alina Soupian · Israel       | Nelli Ioffe · Israel     | Alana Toktarova · Cazaquistão  |

#### Duplas júnior
| Evento                 | Ouro                                            | Prata                                  | Bronze                                             |
| Zagreb 2017 (detalhes) | Anastasia Mishina · Aleksandr Galiamov · Rússia | Elizaveta Zhuk · Egor Britkov · Rússia | Edita Hornakova · Radek Jakubka · República Tcheca |
| Zagreb 2018 (detalhes) | Daria Danilova · Michel Tsiba · Países Baixos   | Heidrun Pipal · Erik Pipal · Áustria   | Chelsea Liu · Ian Meyh · Estados Unidos            |

#### Dança no gelo júnior
| Evento                 | Ouro                                           | Prata                                       | Bronze                                      |
| Zagreb 2017 (detalhes) | Eva Kuts · Dimitri Mikhailov · Rússia          | Maria Kazakova · Georgy Reviya · Geórgia    | Ekatarina Andreeva · Ivan Desyatov · Rússia |
| Zagreb 2018 (detalhes) | Caroline Green · Gordon Green · Estados Unidos | Ekaterina Andreeva · Ivan Desyatov · Rússia | Franceska Righi · Aleksei Dubrovin · Itália |